# Arrigo Lorenzo Osti
Arrigo Lorenzo Osti (Mantova, 26 agosto 1891 – Roma, 4 novembre 1977) è stato un militare e ufficiale italiano, veterano della prima, dove operò come dirigibilista, e seconda guerra mondiale, decorato di tre Medaglie di bronzo al valor militare. Dopo la fine del secondo conflitto mondiale ricoprì l'incarico di direttore generale della società Italcable.

## Biografia
Nacque a Mantova il 26 agosto 1891, figlio di Annibale e Maria Bonvicini. Nel 1909 entrò iniziò a frequentare la Regia Accademia Navale di Livorno da cui uscì con il grado di  guardiamarina nel 1912. Nel 1914 fu trasferito in servizio dallo Stato maggiore della Marina a un gruppo di dirigibili che poi entrarono a far parte della prima ossatura dell’aeronautica militare italiana, utilizzando vari aeroscali tra i quali Campalto e Grottaglie.
Dopo l'entrata in guerra del Regno d'Italia, avvenuta il 24 maggio 1915, prese parte a numerose azioni belliche venendo decorato con due Medaglie di bronzo al valore militare per azioni compiute nel cielo di Lussinpiccolo (3 settembre) e Sebenico (31 ottobre 1916) e poi ancora nel 1918. Nel maggio 1917 sposò la signorina Mercedes del Bono, conosciuta negli anni dei frequentazione dell'accademia e figlia del futuro Ministro della Marina, l'ammiraglio Alberto Del Bono. Nel 1920 nacque il figlio Gian Lupo. Subito dopo la fine della grande guerra comandò nel 1919 l’aeroscalo di Jesi e nel 1923 quello di Sebenico.
Nei primi anni venti si iscrisse alla facoltà di ingegneria all'università di Napoli, e dopo essersi laureato lasciò la Marina per entrare a far parte della dirigenza della società privata Italcable di Roma. Diresse personalmente la posa del primo cavo sottomarino italiano tra l’Italia e il Sud America. Ritornò in servizio attivo agli inizi della seconda guerra mondiale con il grado di capitano di fregata, distinguendosi subito per una brillante operazione speciale che gli valse la concessione della terza Medaglia di bronzo al valor militare. Catturato dai tedeschi a Patrasso, in Grecia, di cui era comandante del porto, subito dopo la proclamazione dell'armistizio dell'8 settembre 1943, venne internato ma poi rilasciato e rimpatriato nel corso del 1944 a causa delle sue gravi condizioni di salute. Ritornato in Patria entrò nel Fronte militare clandestino, rimanendovi fino alla data della Liberazione. Dopo la fine del conflitto riprese il suo lavoro di ingegnere alla Italcable, di cui poi fu direttore generale. Si spense nel 1977.

### Annotazioni
1. ↑  La coppia ebbe altri cinque figli, Aldo, Anselmo, Anna, Lorenzo e Alberto.
2. ↑  Tale società per molti anni ha offerto in Italia il servizio di comunicazioni via cavo, via etere e, in epoca più moderna, via satellite.
3. ↑  Si trattava del taglio dei cavi sottomarini di comunicazione inglesi che univano Gibilterra (e da lì alla Gran Bretagna) a Malta.

### Fonti
1. 1 2 3  Ansa.
2. 1 2 3 4 5 6  Ansa.
3. 1 2 3 4 5  Archivio Osti.
4. ↑   Ruggero Ranieri, Osti, Gian Lupo, in Dizionario biografico degli italiani, vol. 79, Roma, Istituto dell'Enciclopedia Italiana, 2013.
5. ↑  Gazzetta Ufficiale del Regno d'Italia n.205 del 14 dicembre 1942, pag.3.

### Video
- Al Vittoriano la mostra fotografica "I Dirigibili italiani della Regia Marina nella Grande Guerra", su youtube.com.